# Nono (Ecuador)
Nono, offiziell: San Miguel de Nono, ist eine Ortschaft und eine Parroquia rural („ländliches Kirchspiel“) im Kanton Quito der ecuadorianischen Provinz Pichincha. Die Parroquia Nono gehört zur Verwaltungszone La Delicia. Die Parroquia besitzt eine Fläche von 214,3 km². Die Einwohnerzahl betrug im Jahr 2010 1732.

## Lage
Die Parroquia Nono liegt in der Cordillera Occidental im Westen des Kantons Quito. Der Río Mindo fließt entlang der südwestlichen Verwaltungsgrenze nach Norden. Der Río Alambi entwässert den nördlichen Teil der Parroquia zum Río Guayllabamba. Im äußersten Süden erhebt sich der 4696 m hohe Vulkan Rucu Pichincha. Der 2750 m hoch gelegene Hauptort Nono befindet sich 18 km nordnordwestlich vom historischen Stadtzentrum von Quito. Von der Fernstraße E28 (San Antonio de Pichincha–San Miguel de los Bancos) zweigt westlich von Calacalí eine Nebenstraße nach Süden ab und führt nach Nono.
Die Parroquia Nono grenzt im Südosten an das Municipio von Quito, im Süden an die Parroquia Lloa, im Westen an die Parroquias Mindo und Nanegalito, im Norden an die Parroquia Nanegal sowie im Nordosten an die Parroquia Calacalí.

## Geschichte
Die kirchliche Pfarrei wurde 1660 gegründet. Am 13. August 1720 erlangte Nono den Status einer Parroquia rural.